# 24 février en sport
24 janvier 24 mars
Chronologies thématiques
- Croisades
- Ferroviaires
- Disney

Le 24 février (55e jour de l'année) en sport.

## Événements

### XIXesiècle
- 1872 :
  - (Football) : match international non officiel entre l'Angleterre et l'Écosse à Londres (Kennington Oval). Les Anglais s'imposent 1-0.
- 1883 :
  - (Cyclisme) : fondation du club autrichien Wiener Cyclisten Club qui fusionnera en 1907 en Wiener Sport-Club.
  - (Football) : à Liverpool (Aigburth Park), l'Angleterre s'impose 7-0 face à l'Irlande. 2 500 spectateurs.
- 1885 :
  - (Cricket) : 3e des cinq test matches de la tournée australienne de l’équipe anglaise de cricket. L’Australie bat l’Angleterre par 6 runs.
- 1895 :
  - (Football) : match international au Vélodrome de la Seine de Paris entre la Sélection de Paris et Folkestone (Angleterre), vainqueur 3-0. devant près de 1 500 spectateurs, nouveau record d'affluence français, malgré les « prix prohibitifs »…

### XXesièclede1901à1950
- 1932 :
  - (Automobile) :  à Daytona Beach, Malcolm Campbell établi un nouveau record de vitesse terrestre : 408,71 km/h.
- 1935 :
  - (Sport automobile) : Grand Prix de Pau.

### XXesièclede1951à2000
- 1980 :
  - (JO) : à Lake Placid, cérémonie de clôture des Jeux olympiques d'hiver de 1980.
- 1989 :
  - (Sport automobile) : formation d'un Consortium réunissant la Généralité de Catalogne (le « gouvernement catalan), la mairie de Montmeló et le Real Automòbil Club de Catalunya (RACC), pour la construction d'un nouveau circuit automobile permanent à Barcelone — le Circuit de Catalogne — dont la première pierre est posée ce même jour.

### XXIesiècle
- 2002 :
  - (JO) : à Salt Lake City, cérémonie de clôture des Jeux olympiques d'hiver de 2002
- 2007 :
  - (Tournoi des Six Nations) : à Dublin, victoire historique de l'équipe d'Irlande de rugby contre l'équipe d'Angleterre dans l'enceinte de Croke Park, sur le score de 43 à 13
- 2010 :
  - (JO d'hiver) : à Vancouver au Canada 13e jour de compétition.
- 2018 : 
  - (JO d'hiver) : à Pyeongchang en Corée du Sud, 17e jour de compétition.
  - (Rugby à XV /Tournoi féminin) : au Stade de Furiani de Bastia, le quinze de France s'impose face à l'Italie 57 - 0.
  - (Rugby à XV /Tournoi masculin) : à l'Aviva Stadium de Dublin, l'Irlande s'impose face au pays de Galles 37 - 27 et au Murrayfield Stadium d'Édimbourg, l'Écosse fait tomber l'Angleterre 25 - 13 qui dit adieu au Grand Chelem.

## Naissances

### XIXesiècle
- 1866 :
  - Hubert Van Innis, archer belge. Champion olympique du cordon doré 33 m et du chapelet puis médaillé d'argent du cordon doré 50 m aux Jeux de Paris 1900 puis champion olympique du tir au berceau 50 m par équipes, du tir au berceau 33 m, du tir au berceau 33 m par équipes et du tir au berceau 28 m puis médaillé d'argent du tir au berceau 50 m et du tir au berceau 28 m par équipes aux Jeux d'Anvers 1920. († 25 novembre 1961).
- 1872 : 
  - Gustave Sandras, gymnaste français. Champion olympique du concours général aux Jeux de Paris 1900. († 21 juin 1951).
- 1874 : 
  - Honus Wagner, joueur de baseball puis dirigeant sportif américain. († 6 décembre 1955).
- 1878 : 
  - Andy McGuigan, footballeur écossais. († ? 1948).
- 1879 : 
  - Thomas H. McIntosh, footballeur et entraîneur puis directeur sportif anglais. († 29 octobre 1935).
- 1881 : 
  - Lajos Gönczy, athlète de saut hongrois. Médaillé de bronze de la hauteur aux Jeux de Paris 1900. († 4 décembre 1915).
- 1889 : 
  - Albin Stenroos, athlète de fond finlandais. Médaillé d'argent du cross par équipes et de bronze du 10 000 m aux Jeux de Stockholm 1912 puis champion olympique du marathon aux Jeux de Paris 1924. († 30 avril 1971).
- 1892 : 
  - Maurice Bouton, rameur français. Médaillé d'argent du deux barré aux Jeux d'Anvers 1920 puis médaillé d'argent du deux sans barreur aux Jeux de Paris 1924. († 15 juin 1965).

### XXesièclede1901à1950
- 1906 : 
  - Ludwig Stubbendorf, cavalier de concours complet allemand. Champion olympique en individuel et par équipes aux Jeux de Berlin 1936. († 17 août 1941).
- 1909 : 
  - George Robson, pilote de courses automobile canadien. Vainqueur des 500 miles d'Indianapolis 1946. († 2 septembre 1946).
- 1913 : 
  - François Bourbotte, footballeur puis entraîneur français. (17 sélections en équipe de France). († 15 décembre 1972).
- 1918 :
  - August Klingler, footballeur allemand. († 23 novembre 1944).
- 1921 : 
  - Edouard Fachleitner, cycliste sur route français. Vainqueur du Tour de Romandie 1950. († 18 juillet 2008).
  - Gaston Reiff, athlète de fond belge. Champion olympique du 5 000 m aux Jeux de Londres 1948. († 6 mai 1992).
- 1924 :
  - Maria Golubnichaya, athlète de haies soviétique puis russe. Médaillée d'argent du 80 m haies aux Jeux d'Helsinki 1952. Championne d'Europe d'athlétisme du 80 m haies 1954. († 22 août 2015).
- 1934 :
  - Bernard Chiarelli, footballeur puis entraîneur français. (1 sélection en équipe de France). († 17 novembre 2024).
- 1940 :
  - Denis Law, footballeur écossais. (55 sélections en équipe nationale). († 17 janvier 2025).
  - Guy Périllat, skieur alpin français. Médaillé de bronze en descente aux Jeux de Squaw Valley 1960 et médaillé d'argent de la descente aux Jeux de Grenoble 1968. Champion du monde de ski alpin du géant 1966.
- 1942 : 
  - Friedrich Rafreider, footballeur autrichien. (14 sélections en équipe nationale). († 16 septembre 2007).
  - Dieter Speer, biathlète allemand. Médaillé de bronze du relais 4×7,5km aux Jeux de Sapporo 1972. Champion du monde de biathlon du 20km individuel 1971.
- 1943 : 
  - François Mazet, pilote de courses automobile français.
- 1946 : 
  - Sergio Gori, footballeur italien. († 5 avril 2023).
- 1947 : 
  - Duško Antunović, joueur de water-polo puis entraîneur et sélectionneur yougoslave-croate. (150 sélections en équipe nationale). Sélectionneur de l'équipe de Croatie de 1991 à1993. († 16 février 2012).
- 1948 : 
  - Luis Galván, footballeur argentin. Champion du monde de football 1978. (34 sélections en équipe nationale). († 5 mai 2025).

### XXesièclede1951à2000
- 1951 :
  - Earl Anderson, hockeyeur sur glace américain.
  - Clyde Best, footballeur puis entraîneur bermudien et anglais. Sélectionneur de l'équipe des Bermudes de 1997 à 1999.
  - Klaus Niedzwiedz, pilote de courses automobile d'endurance et animateur de télévision allemand.
- 1952 :
  - Sharon Walsh, joueuse de tennis américaine.
- 1954 :
  - Linda Moore, curleuse canadienne.
  - Brad Greenberg, entraîneur de basket-ball américain.
- 1955 :
  - Gareth Llewellyn, joueur de rugby à XV gallois. Vainqueur du Tournoi des cinq nations 1994. (92 sélections en équipe du pays de Galles).
  - Alain Prost, pilote de F1 français. Champion du monde de Formule 1 1985 1986, 1989 et 1993. (51 victoires Grand Prix).
- 1956 :
  - Eddie Murray, joueur de baseball américain.
- 1960 :
  - Edgar Corredor, cycliste sur route colombien.
- 1963 :
  - Jeff Atkinson, athlète de demi-fond américain.
  - Mike Vernon, hockeyeur sur glace canadien.
- 1965 :
  - Jean-Philippe Mattio, footballeur français.
- 1967 :
  - Jean-Charles Gicquel, athlète de saut en hauteur français.
- 1968 :
  - Emanuele Naspetti, pilote de courses automobile italien.
- 1970 :
  - Jason Watt, pilote de courses automobile danois.
- 1971 :
  - Pedro de la Rosa, pilote de F1 espagnol.
  - Brian Savage, hockeyeur sur glace canadien. Médaillé d’argent aux Jeux de Lillehammer 1994.
  - Pascal Schaller, hockeyeur sur glace suisse.
- 1972 :
  - Richard Chelimo, athlète de fond kényan. Médaillé d'argent sur 10 000 m aux Jeux de Barcelone 1992. Détenteur du Record du monde du 10 000 mètres du 5 juillet 1993 au 10 juillet 1993. († 15 août 2001).
  - Manon Rhéaume, hockeyeur sur glace canadien. Médaillée d’argent aux Jeux de Nagano 1998. Championne du monde de hockey sur glace féminin 1992 et 1994.
- 1973 :
  - Antony Dupuis, joueur de tennis français.
  - Alekseï Kovaliov, hockeyeur sur glace russe. Champion olympique aux Jeux d'Albertville 1992 et médaillé de bronze aux Salt Lake City 2002.
- 1974 :
  - Anjanette Kirkland, athlète de haies américaine. Championne du monde d'athlétisme du 100 m haies 2001.
  - Mike Lowell, joueur de baseball portoricain.
- 1976 :
  - Zach Johnson, golfeur américain. Vainqueur du Tournoi des Maîtres 2007.
  - Bradley McGee, cycliste sur route et sur piste australien. Champion olympique de poursuite par équipes aux Jeux d'Athènes 2004.
- 1977 :
  - Floyd Mayweather, Jr., boxeur américain. Médaillé de bronze des -57 kg aux Jeux d'Atlanta 1996. Champion du monde poids légers de boxe du 20 avril 2002 au 5 juin 2004, champion du monde poids super-légers de boxe du 25 juin 2005 au 15 septembre 2006, champion du monde poids super-welters de boxe anglaise à trois reprises puis champion du monde poids welters de boxe à cinq reprises.
  - Jean-Pierre Vidal, skieur alpin français. Champion olympique du slalom aux Jeux de Salt Lake City 2002.
- 1978 :
  - Fabrice Amedeo, navigateur français.
  - Chris Dyson, pilote de courses automobile américain.
- 1979 :
  - Sébastien Bosquet, handballeur français. Champion du monde 2009 et champion d'Europe de handball 2006. (96 sélections en équipe de France).
  - Christian Ried, pilote de courses automobile allemand.
- 1980 :
  - Roman Sludnov, nageur russe. Médaillé de bronze sur 100 m brasse aux Jeux de Sydney 2000.
- 1981 :
  - Timo Bernhard, pilote automobile allemand. Champion du monde d'endurance FIA 2015. Vainqueur des 24 heures du Mans 2010.
  - Lleyton Hewitt, joueur de tennis australien. Vainqueur de l'US Open de tennis 2001, du Tournoi de Wimbledon 2002, des Masters de tennis masculin 2001 et 2002, et des Coupe Davis 1999 et 2003.
- 1982 :
  - Kevin O'Neill, joueur de rugby à XV néo-zélandais. Vainqueur du Tri-nations 2008. (1 sélection en équipe nationale).
- 1984 :
  - Brian Dabul, joueur de tennis argentin.
  - Thiago, footballeur brésilien.
- 1985 :
  - William Kvist, footballeur danois.
- 1986 :
  - Sébastien Rouault, nageur français. Médaillé d'argent du relais 4×200m nage libre aux Mondiaux de natation 2011. Champion d'Europe de natation du 800 m et du 1 500 m nage libre 2010.
- 1989 :
  - Conor Morrison, joueur professionnel canadien et allemand de hockey sur glace.
- 1990 :
  - Ryu Eun-hee, handballeuse sud-coréenne. (88 sélections en équipe nationale).
- 1991 :
  - Nicolas Benezet, footballeur français.
  - Jerónimo de la Fuente, joueur de rugby à XV et à sept argentin. (76 sélections avec l'équipe nationale de rugby à XV et 66 avec celle de rugby à sept).
  - Henrik Ingebrigtsen, athlète de demi-fond et de fond norvégien. Champion d'Europe d'athlétisme du 1 500m 2012.
- 1992 :
  - Simone Anzani, volleyeur italien. Vainqueur de la Coupe de la CEV 2011. (17 sélections en équipe nationale).
- 1993 :
  - Bilal Bakkali, futsalleur marocain. Champion d'Afrique de futsal 2016 et 2020.
  - Phillip Danault, hockeyeur sur glace canadien.
- 1994 :
  - Thomas Boudat, cycliste sur route et sur piste français. Champion du monde de cyclisme sur piste de l'omnium 2014.
  - Jessica Pegula, joueuse de tennis américaine.
- 1995 :
  - Séverine Eraud, cycliste sur route française.
- 1997 :
  - Lloyd Harris, joueur de tennis sud-africain.
  - Djurdjina Jauković, handballeuse monténégrine. (36 sélections en équipe nationale).
- 1998 :
  - Joan Cervós, footballeur andorran. (16 sélections en équipe nationale).
- 2000 :
  - Antony, footballeur brésilien.
  - Jean-Manuel Mbom, footballeur allemand.
  - Federico Pereira, footballeur uruguayen.

### XXIesiècle
- 2002 :
  - Rick Meissen, footballeur néerlandais.
  - Dirk Proper, footballeur néerlandais.
- 2003 :
  - Wikelman Carmona, footballeur vénézuélien.
- 2004 :
  - Dennis Gjengaar, footballeur norvégien.
- 2005 :
  - Fabijan Krivak, footballeur croate.
  - Ármin Pécsi, footballeur hongrois.

## Décès

### XIXesiècle
- 1872 : 
  - William Webb Ellis, 65 ans, inventeur du rugby moderne britannique. (° 24 novembre 1806).
- 1900 :
  - Alexander Morten, 68 ans, footballeur anglais. (1 sélection en équipe nationale). (° 15 novembre 1831).

### XXesièclede1901à1950
- 1908 : 
  - Joseph Collomb, 41 ans, pilote de courses automobile d'endurance et de côtes français. (° 7 février 1867).
- 1914 : 
  - Eugène Balme, 39 ans, tireur français. Médaillé de bronze au 25m pistolet feu rapide 60 coups aux Jeux de paris 1900 puis médaillé de bronze par équipes du 50+100y petite carabine par équipes aux Jeux de Londres 1908. (° 22 novembre 1874).
- 1926 : 
  - Eddie Plank, 50 ans, joueur de baseball américain. (° 31 août 1875).
- 1934 : 
  - Ernest Webb, 62 ans, athlète de marches athlétiques britannique. Médaillé d'argent du 3500m et du 10miles marches aux Jeux de Londres 1908 puis médaillé d'argent du 10 km aux Jeux de Stockholm 1912. (° 25 avril 1874).

### XXesièclede1951à2000
- 1966 : 
  - Billy Hampson, 83 ans, footballeur puis entraîneur anglais. (° 26 août 1882).
- 1978 : 
  - Edouard Tenet, 70 ans, boxeur français. (° 7 juillet 1907).
- 1990 : 
  - Tony Conigliaro, 45 ans, joueur de baseball américain. (° 7 janvier 1945).
- 1993 : 
  - Danny Gallivan, 75 ans, reporter sportif canadien. (° 11 avril 1917).
  - Bobby Moore, 51 ans, footballeur puis entraîneur anglais. Champion du monde de football 1966. Vainqueur de la Coupe d'Europe des vainqueurs de coupe 1965. (108 sélections en équipe nationale). (° 21 avril 1941).
- 1995 :
  - Hideko Maehata, 80 ans, nageuse japonaise. Médaillée du 200m brasse aux Jeux de Los Angeles 1932 puis championne olympique du 200m brasse aux Jeux de Berlin 1936. (° 20 mai 1914).

### XXIesiècle
- 2005 : 
  - Thadée Cisowski, 78 ans, footballeur français. (13 sélections en équipe de France). (° 16 février 1927).
- 2007 :
  - Jock Dodds, 91 ans, footballeur écossais. (8 sélections en équipe nationale). (° 7 septembre 1915).
  - Lamar Lundy, 71 ans, joueur de foot U.S. américain. (° 17 avril 1935).
  - Damien Nash, 24 ans, joueur de foot U.S. américain. (° 14 avril 1982).
  - George Preas, 73 ans, joueur de foot U.S. américain. (° 25 juin 1933).